# Edwin G. Krebs
Edwin Gerhard Krebs (ur. 6 czerwca 1918 w Lansing w stanie Iowa, zm. 21 grudnia 2009 w Seattle) – amerykański biochemik i lekarz, laureat Nagrody Nobla w dziedzinie medycyny w 1992 za odkrycie odwracalnej fosforylacji białek i jej roli biologicznej. W 1989 roku otrzymał również Nagrodę im. Alberta Laskera w dziedzinie podstawowych badań medycznych (tzw. amerykański Nobel).

## Życiorys
Ukończył studia medyczne i początkowo praktykował jako lekarz w St. Louis i jako oficer Marynarki Wojennej. Dopiero w 1946 roku zaczął pogłębiać studia biochemiczne i rozpoczął pracę nad interakcjami protaminy z fosforylazą króliczych mięśni. W roku 1948 uzyskał stanowisko assistant professor w dziedzinie biochemii na University of Washington w Seattle.
W 1953 roku wspólnie z Edmondem Fischerem rozpoczął pracę nad reakcjami enzymatycznymi procesu fosforylacji białek. Za odkrycie odwracalnej fosforylacji zostali w 1992 laureatami Nagrody Nobla.